# Волощук Михайло Якович
Михайло Якович Волощу́к (4 листопада 1906, Старі Кути — 31 липня 1959, Старі Кути) — український майстер художньої кераміки.

## Біографія
Народився 4 листопада 1906 року в селі Старих Кутах (нині Косівський район Івано-Франківської області, Україна). Ремеслу навчався у свого батька та Петра Кошака.
У 1939 році очолював артіль гончарів у селі Старих Кутах; з 1946 року працював у керамічному цеху при Кутському райпромкомбінаті; у 1956 році організував керамічний цех при артілі «Килимарка». Помер у Старих Кутах 31 липня 1959 року

## Творчість
Виготовляв макітри, горщики, дзбанки, двійнята, миски, вази, тарелі, куманці, плесканці, свічники, кахлі, використовуючи народні традиційні форми гуцульського гончарства. Оздоблював вироби рослинними та геометричними орнаментами, у техніці ритування та ріжкування; на білому тлі — розпис жовтими, зеленими, синіми, коричневими фарбами.
Брав участь у мистецьких виставках з 1938 року, зокрема: у республіканських у Києві і Москві у 1940 році; образотворчого мистецтва Західної України (нагороджений дипломом); Всесоюзній сільськогосподарській виставці у Москві у 1953 році (нагороджений диплом ІІ ступеня), у Москві у 1958 році.
Роботи майстра зберігаються в Національному музеї народного мистецтва Гуцульщини і Покуття в Коломиї (531 виріб, з яких — 408 кахель, виконаних як самим автором, так і спільно з іншими майстрами), Музеї етнографії та художнього промислу Інституту народознавства НАН України у Львові, Національному музеї декоративного мистецтва України у Києві.

## У мистецтві
Живописний портрет майстра написав художник Петро Сахро.